# Pełznący Stok
Pełznący Stok (ang. Creeping Slope) – łagodne zbocze na Wyspie Króla Jerzego, powyżej Rajskiej Zatoki i Przylądka Uchatki na terenie Szczególnie Chronionego Obszaru Antarktyki "Zachodni brzeg Zatoki Admiralicji" (ASPA 128). Po stoku płynie kilka strumieni niosących wody roztopowe leżących wyżej lodowców – Lodowca Tower i Martwego Lodowca (m.in. Zielony Potok). W ostatnich latach zbocze powiększa się w miarę cofania się lodowców, a na jego obszarze pojawiło się kilka niewielkich zbiorników wodnych, m.in. Jeziorko Imbirowe i Jeziorko Błotniste. 